# Paweł Stępień
Paweł Stępień (ur. 28 kwietnia 1976 w Tomaszowie Mazowieckim) – polski perkusista, muzyk sesyjny.
Współpracuje lub współpracował z takimi artystami jak m.in.: Maciej Gładysz, Jan Borysewicz, Tatiana Okupnik, Paweł Kukiz, Witold Janiak, Zbigniew Namysłowski, Jerzy Filar, Gienek Loska, Bogdan Wawrzynowicz, Cezary Paciorek, Jacek Cygan, Bartek Papierz, Michał Kobojek, Piotr „Chypis” Pachulski, Mainstreet Quartet, Tosteer, Rezerwat, Video, Sorry Boys, Samokhin Band.

## Dyskografia
- Jerzy Filar, Jacek Cygan – Babie lato – singiel
- Arek Wlizło - Dokąd?
- Saku Band - Mr. Saku
- Saku Band - Archive
- Fire of Dance (Live!)
- Spaces Faces Live DVD
- Shyka - Wielkie Shu...
- Tosteer – Singiel
- Sweet Rebel
- Samokhin Band
- Jacek Malanowski - Spróbuj zatrzymać czas
- Evenement
- Mainstreet Quartet Live DVD
- Paweł Kukiz – Siła Honor
- Gienek Loska Band - DOM
- Video